# Mikrokornea
Eine Mikrokornea (aus  μικρός mikros „klein“) ist eine zu kleine Hornhaut, also im Durchmesser unter 10 mm beim Erwachsenen und unter 8 mm beim Neugeborenen.
Eine Mikrokornea findet sich bei der Mikrophthalmie (zu kleinen Augen), weiteren Entwicklungsstörungen des Auges sowie bei Fehlsichtigkeit Myopie. Oft ist nur ein Auge betroffen.
Sie kann im Rahmen einer Retinopathia praematurorum. und weiteren Syndromen wie dem Lenz-Syndrom, dem Mikro-Syndrom oder dem Geroderma osteodysplastica auftreten und ist ein Leitsymptom bei folgenden Syndromen:
- Juvenile Katarakt – Mikrokornea – renale Glukosurie, zugrunde liegen Mutationen am SLC16A12-Gen an der Location 10q23.31[4][5]
- CCMCO-Syndrom (Katarakt, kongenitale – Mikrokornea – Hornhauttrübung)
- Katarakt-Mikrokornea-Syndrom
- MACOM-Syndrom
- MRCS-Syndrom (Mikrokornea – Zapfen-Stäbchen-Dystrophie – Katarakt – posteriores Staphylom), Autosomal-dominanter Erbgang, Mutationen am PXDN-Gen an der Location 2p25.3[6][7]
- Mikrokornea – Glaukom – fehlende Stirnhöhlen[8]
- Mikrokornea – Korektopie – Makulahypoplasie[9]
- MPCC-Syndrom (Mikrokornea – Lenticonus posterior – Persistierender hyperplastischer primärer Vitreus – Kolobom)[10]
- MMCAT-Syndrom (Mikrokornea-myopische chorioretinale Atrophie-Telekanthus-Syndrom), autosomal-rezessiv, Mutationen am ADAMTS18-Gen an der Location 16q23.1[11][12]
- Okulo-dento-digitale Dysplasie
- Okulo-zerebro-faziales Syndrom, Typ Kaufman[13]
- Seemanova-Lesny-Syndrom (Mikrozephalie-Mikrokornea-Syndrom, Typ Seemanova)[14]